# Im Soo-hyang
Im Soo-hyang (hangul: 임수향; ur. 19 kwietnia 1990) – południowokoreańska aktorka. Zdobyła popularność dzięki rolom w serialach telewizyjnych Sin gisaeng dyeon (2011) i Gamgyeoksidae: Tusin-ui tansaeng (2014).
Ukończyła studia na Uniwersytecie Chung-Ang na kierunku teatr i film.

## Filmografia

### Filmy
| Rok  | Tytuł                            | Rola         |
| ---- | -------------------------------- | ------------ |
| 2009 | 4gyosi churiyeong-yeok           | cameo        |
| 2013 | Iris 2: The Movie                | Kim Yeon-hwa |
| 2014 | Haiyang zhi lian (chn. 海洋之戀) |              |
| 2016 | Eun-ha                           | Eun-ha       |

### Seriale
| Rok  | Tytuł                               | Rola                       | Stacja telewizyjna |
| ---- | ----------------------------------- | -------------------------- | ------------------ |
| 2011 | Sin gisaeng dyeon                   | Dan Sa-ran                 | SBS                |
| 2011 | Paradise mokjang                    | Lee Da-eun                 | SBS                |
| 2012 | Dorongnyongdosawa geurimja jojakdan | Im Soo-min (cameo, odc. 8) | SBS                |
| 2012 | I Do, I Do                          | Yeom Na-ri/Jang Na-ri      | MBC                |
| 2013 | Iris 2                              | Kim Yeon-hwa               | KBS2               |
| 2014 | Gamgyeoksidae: Tusin-ui tansaeng    | Teguchi Gaya               | KBS2               |
| 2015 | Widaehan iyagi                      | Oh Young-ja                | TV Chosun/tvN      |
| 2016 | Aiga daseot                         | Jang Jin-joo               | KBS2               |
| 2016 | Bul-eora mipung-a                   | Park Shin-ae/Kang Mi-jung  | MBC                |
| 2017 | Mugunghwa kkot-i pieotseubnida      | Moo Goong-hwa              | KBS1               |
| 2017 | Criminal Mind                       | Song Yoo-kyung             | tvN                |
| 2018 | Nae ID-neun Gangnammiin             | Kang Mi-rae                | JTBC               |
| 2018 | Top Star U-back                     | ona sama (cameo, odc. 3)   | tvN                |

## Nagrody i nominacje
| Rok  | Ceremonia                                   | Kategoria                                       | Nominowany                       | Wynik     |
| ---- | ------------------------------------------- | ----------------------------------------------- | -------------------------------- | --------- |
| 2011 | 4. Korea Drama Awards                       | Najlepsza nowa aktorka                          | Sin gisaeng dyeon                | Wygrana   |
| 2011 | SBS Drama Awards                            | New Star Award                                  | Sin gisaeng dyeon                | Wygrana   |
| 2012 | 48. Baeksang Arts Awards                    | Najlepsza nowa aktorka (TV)                     | Sin gisaeng dyeon                | Nominacja |
| 2012 | MBC Drama Awards                            | Excellence Award, Actress in a Miniseries       | I Do, I Do                       | Nominacja |
| 2014 | KBS Drama Awards                            | Excellence Award, Actress in a Mid-length Drama | Gamgyeoksidae: Tusin-ui tansaeng | Nominacja |
| 2016 | MBC Drama Awards                            | Golden Acting Award, Actress in a Serial Drama  | Bul-eora mipung-a                | Nominacja |
| 2016 | KBS Drama Awards                            | Excellence Award, Actress in a Serial Drama     | Aiga daseot                      | Nominacja |
| 2017 | KBS Drama Awards                            | Excellence Award, Actress in a Daily Drama      | Mugunghwa kkot-i pieotseubnida   | Wygrana   |
| 2018 | 26th Korea Culture and Entertainment Awards | Top Excellence Award, Actress in a Drama        | Nae ID-neun Gangnammiin          | Wygrana   |